# Drăgușeni, Strășeni
Drăgușeni este un sat din cadrul comunei Rădeni din raionul Strășeni, Republica Moldova.

## Istorie
Prima atestare documentară datează cu 10 februarie 1429, cu denumirea de Belești:
„Din mila lui Dumnezeu, noi, Alexandru voievod, domn al Țării Moldovei. Facem cunoscut, cu aceasta carte a noastră, celor care o vor vedea sau o vor auzi citindu-se, că am cugetat cu gândul nostru bun și cu bunăvoia noastră cea bună și am dat soției noastre, cneaghinei Marena, mănăstirea de la Visnevăț, unde este egumen Chiprian, ca să-i fie ei uric, cu tot venitul cu toate folosințele care asculta de această mănăstire, ei, și copiilor ei, iubitului nostru Petru și altor fii și fiice a noastre, care vor fi din cneaghina Marena, și copiilor lor, și nepoților lor, și strănepoților lor și răstrănepoților lor, neclintit și nemișcat niciodată, în veci.

Iar hotarul acestei mănăstiri să fie începând din jos, unde cade Malovatețul în Vișnevăț, apoi în sus pe Vișnevăț, până la obârșie și toate poienele de deasupra Vișnevățului până în hotarul cneaghinei, și de la mănăstire, de-a curmezișul, la Târnauca, apoi peste Târnauca, de-a curmezișul la Cârlani, înapoi la hotarul cneaghinei. De asemenea, i-am dat satul lui Cristea, anume Călinăuții, unde este Golovca, și la Botne, de la obârșia Cunilei, Vrăneștii, unde ..., și Belești, și Va... și Cândrești, și Prâjolteni și la gura Cunilei, Hrișanii.

...

Iar pentru mai mare întărire a tuturor celor mai sus-scrise, am poruncit slugii noastre credincioase, Neagoe logofăt, să scrie și să atârne pecetea noastră la aceasta carte a noastră.

La Suceava, în anul 6937 <1429> februarie 10.”
La 23 ianuarie 1965, numele satului a fost schimbat din Beliești în Drăgușeni.